# Emancipación judía

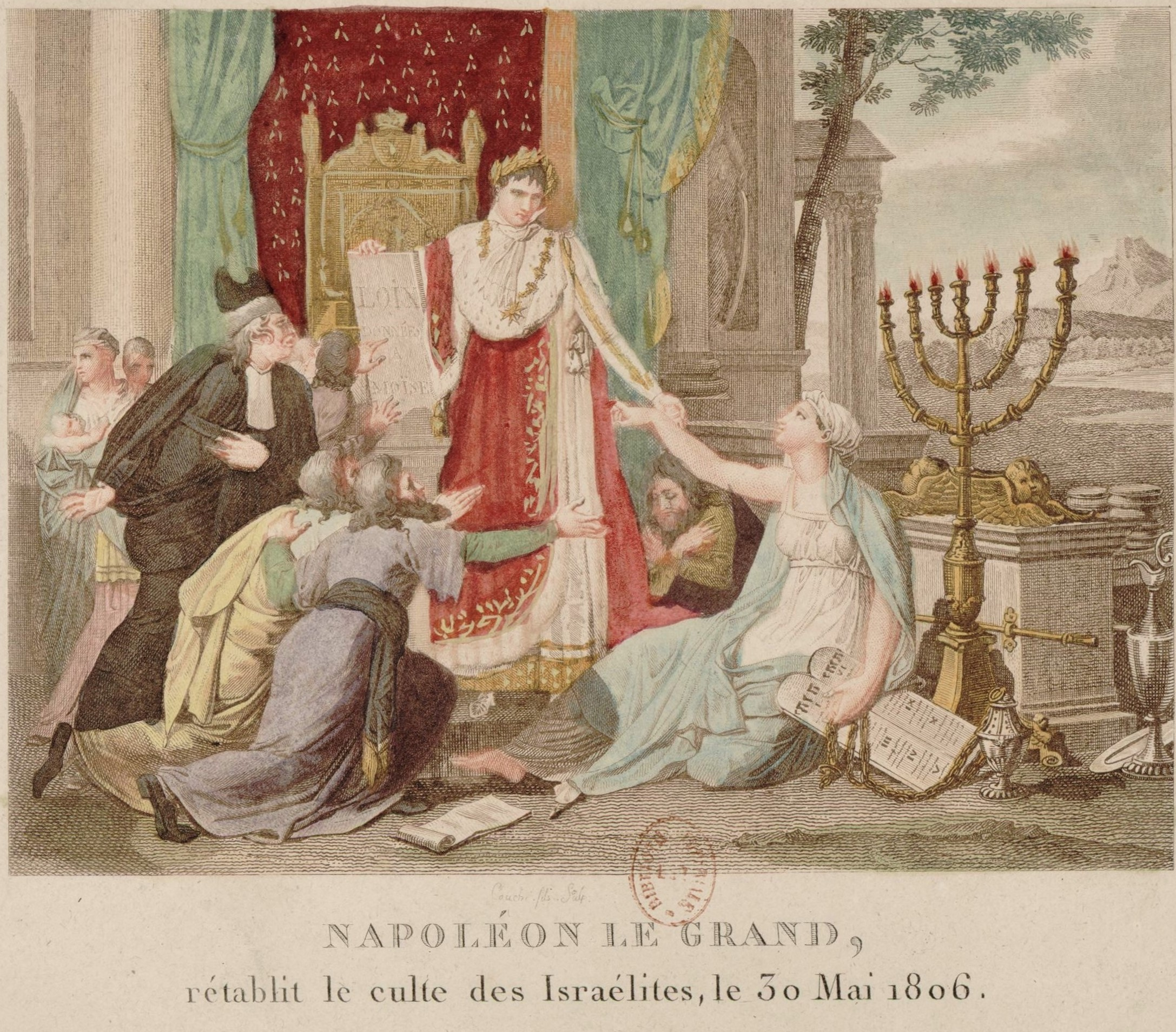
Retrato de Napoleón concediendo la libertad de culto a los judíos, 1806.

La emancipación de los judíos de Europa, más conocida como la emancipación judía, fue el proceso que tuvo lugar en gran parte de los Estados de Europa a partir de la segunda mitad del siglo XVIII hasta principios del siglo xx, que conllevaba sobre todo la eliminación de las restricciones impuestas a los judíos y su equiparación con los demás ciudadanos, aplicándoles la igualdad de trato como ciudadanos de pleno derecho. El proceso, que pretendía acabar con siglos de racismo, discriminación y aislamiento de la judería europea, se desarrolló en el marco de la Ilustración, tanto en el plano externo (como la eliminación de las cuotas judías) como en el plano interno, representado por la Ilustración judía (Haskalá) y el esfuerzo de las comunidades judías por integrarse en las sociedades locales de forma completa. Aunque los judíos ya estaban integrados en sectores como la ciencia, medicina, filosofía, economía o literatura, la integración social y religiosa significaría a la postre la aparición del judaísmo liberal y su separación del judaísmo más halájico, a partir de ese momento llamado ortodoxo. 
Como resultado de su emancipación, los judíos se vieron más implicados en la sociedad civil, en la vida política y en el ámbito militar, llegando algunos a ostentar altos rangos en conflictos como la Primera Guerra Mundial. Otras consecuencias fueron una emigración judía a países con mejores oportunidades sociales y económicas, como el Reino Unido y Estados Unidos, como también —aunque más tarde— el desarrollo y afiliación a corrientes políticas como el socialismo y el sionismo (aunque este último no se vería muy apoyado hasta después de las olas de antisemitismo de principios del siglo xx). 
Aunque la emancipación judía se refiere sobre todo a la judería europea, también se considera como tal la concesión de derechos a los judíos en algunos Estados de América bajo regímenes europeos o de procedencia europea, entre ellos Estados Unidos, México (bajo Maximiliano) y Brasil, como también países con comunidades judías procedentes de Europa, como Marruecos.

## Contexto
A lo largo de la historia, los judíos europeos estaban sujetos a una amplia gama de restricciones y actos discriminatorios y segregacionistas. A partir del IV Concilio de Letrán de 1215, se les exigía en muchos lugares del continente llevar en público prendas o insignias identificativas, como el sombrero amarillo o la insignia judía, principalmente para distinguirlos de los cristianos, aunque también como acto degradante. Sus prácticas religiosas a menudo estaban restringidas y tenían que prestar juramentos especiales en actos solemnes. Muchas veces a los judíos no se les permitía votar (donde existía el derecho de voto), y algunos Estados y territorios prohibían formalmente su entrada (entre ellos Noruega, Suecia y España después de la expulsión de 1492).  
En Inglaterra, el beneficio eclesiástico bajo el derecho local (benefit of clergy; en latín: privilegium clericale) contemplaba que cualquier persona «del clero» condenada por una acción penal podía rebajar y hasta eludir por completo su castigo, manifestando su condición de clérigo. Aquello servía en la mayoría de ocasiones como pretexto, ya que muchos de los condenados autoproclamados como clérigos eran laicos, pero también significaba una discriminación hacia los judíos, que no solo que no podían acogerse a tal derecho, sino que muchas veces eran acusados en lugar del perpetrador del crimen, para así satisfacer a las masas que reclamaban un castigo por un crimen consumado. Esta práctica fue abolida en Inglaterra en 1827, pero seguía practicándose en otros territorios dependientes y jurisdicciones.  

## Emancipación de los judíos polacos
Al contrario del antisemitismo generalizado en la Europa de la época, en 1264 el príncipe polaco Boleslao el Piadoso emitió el famoso estatuto de Kalisz, oficialmente Carta General de Libertades Judías en Polonia, considerada la primera emancipación de judíos en Europa (más de un medio milenio antes de los procesos de emancipación en la Europa occidental). El documento, sin precedentes en la historia medieval europea, concedía a los judíos libertad personal y de culto y autonomía legal, incluyendo un tribunal propio para asuntos sociales y penales. También ofrecía protegerles del bautismo forzado y defenderlos de los libelos de sangre. La carta sería ratificada posteriormente por los más destacados reyes polacos, a saber, Casimiro el Grande (en 1334), Casimiro IV Jagellón (en 1453) y Segismundo I Jagellón el Viejo (en 1539).   
Tras las expulsiones masivas de judíos de los Estados que hoy conforman países como Reino Unido, Francia, Alemania, España y Portugal, muchos encontraron refugio en las tierras de la República de las Dos Naciones (Polonia-Lituania). Durante el período de la dinastía Jagellón, Polonia se convirtió en hogar de la población judía más grande de Europa, dado que los edictos reales garantizaban la seguridad de los judíos y su libertad, plantando cara a la Iglesia y a los acontecimientos antisemitas en Europa Occidental, y especialmente después de la peste negra (1348-1349), de la que muchos les echaban la culpa (siendo de hecho las propias costumbres higiénicas de la Europa de la época las que fomentaban la expansión de la pandemia). Gran parte de Polonia —entonces un Estado incipiente— se salvó de la pandemia (comparado con otros territorios europeos), recibiendo la inmigración judía que a su vez resultó valiosa por sus habilidades y oficios. Sin embargo, el mayor aumento en el número de judíos de Polonia se produjo solo en el siglo XVIII, varios siglos después del edicto que les había concedido sus libertades, llegando a constituir el 7 % de la población polaca.   

## Ilustración y principios delsigloxix

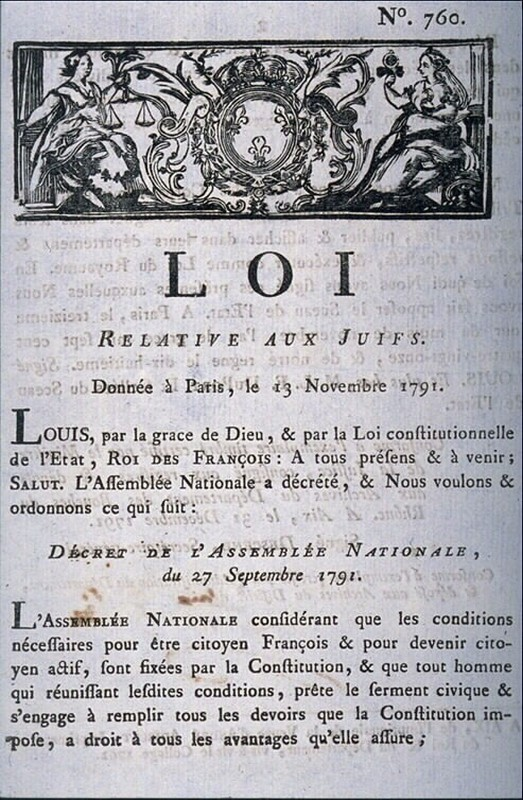
Real Decreto por el que se proclama la emancipación de los judíos de Francia, 1791 (Museo de Arte y de Historia del Judaísmo).

La participación activa de los judíos en las sociedades gentiles se vería significativamente reforzada durante la Ilustración. La Haskalá, que abogaba por la adopción de los valores de la Ilustración y la expansión de los derechos de los judíos europeos, tenía por objetivo acabar con los guetos, no solo en el sentido físico (los barrios judíos) sino también —y quizás más que nada— los mentales.  
En 1790, el presidente del recién independizado Estados Unidos, George Washington, emitió un decreto que aseguraba la equiparación de los derechos de los judíos —incluido el de culto— a los de todos los ciudadanos estadounidenses. Un año después, el 28 de septiembre de 1791, la Francia revolucionaria sería el primer país europeo (excluyendo Polonia 500 años antes) en conceder la emancipación judía, con igualdad total de derechos civiles, convirtiéndose con sus 40 000 judíos en un modelo a seguir para muchas otras comunidades judías europeas.
Los judíos de Países Bajos recibieron su emancipación en el marco de la República Bátava en 1796, aunque su emancipación total dentro de los Países Bajos no llegaría hasta 1834, habiendo sido considerada tarea pendiente desde su gestión bajo Napoleón Bonaparte. Napoleón se convertiría en el emancipador de los judíos por antonomasia, ya que además de la eliminación de las prácticas antijudías en Francia (prohibió por ley, por ejemplo, los guetos judíos), también emancipó a los judíos en todos los territorios que iba conquistando a lo largo y ancho del continente.
A Francia le siguieron un conjunto de Estados y territorios alemanes, siendo los primeros el Gran Ducado de Hesse y el Reino de Westfalia (ambos en 1808). Gran parte de este logro se puede achacar también a la desaparición a principios del siglo xix del Sacro Imperio Romano, y el cambio del enfoque del Estado (en lugares como el Reino de Baviera o el Imperio austríaco) de la fe católica al nacionalismo laico. El reino bávaro concedería la igualdad de derechos a los judíos en 1813. 
El primer Estado del sur del continente en conceder la igualdad de derechos a sus judíos fue Grecia, en 1830. Sin embargo, no sería hasta mediados de dicho siglo que los movimientos políticos judíos lograrían que países como el Reino Unido y los Estados del centro y este de Europa concedieran los mismos derechos a sus poblaciones judías.
Aunque se reconoce a la Ilustración su papel en la emancipación judía, sobre todo en lo que refiere al cambio de mentalidad, cabe destacar que la misma daría origen también al antisemitismo moderno, más «científico» y calculador, por lo que algunos historiadores consideran que su contribución a la emancipación judía fue más instrumental que un objetivo dentro del movimiento social y cultural europeo de la época.

## Movimientos emancipativos
La emancipación de los judíos fue un esfuerzo de los Estados por acabar con los prejuicios hacia los judíos y promover su reconocimiento como ciudadanos de pleno derecho. Por su parte, los judíos, aún no organizados en movimientos específicos, aceleraron su integración y asimilación en la sociedad civil. Sin embargo, los incidentes antisemitas y los libelos de sangre persistían, como el Libelo de Damasco (1840) que afectó en gran medida a la judería europea. A partir de ahí, se formarían movimientos judíos con el objetivo de promover y defender la emancipación de los judíos y protegerlos de eventos de este tipo.
Es en estos años que aparecen o se renuevan organizaciones como la Junta de Diputados de los Judíos Británicos, presidida por Moses Montefiore, el Consistoire central israélite y la Alianza Israelita Universal (Alliance Israélite Universelle). Los movimientos emancipativos no eran un fenómeno puntual, sino el cúmulo de años de esfuerzos por lograr la igualdad de derechos y protección de los judíos, que muchas veces requerían cambios legislativos y revisiones constitucionales sobre derechos civiles. Intelectuales y estadistas judíos concentraban sus esfuerzos en la libertad política y religiosa en general, y no específicamente de los judíos, pues se veía más factible una igualdad de derechos de los judíos en el marco de una legislación más amplia que abarcaría a todas las personas. Entre los personajes activos en estos movimientos cabe destacar a Heinrich Heine, Johann Jacoby, Gabriel Riesser, Berr Isaac Berr y Lionel de Rothschild.

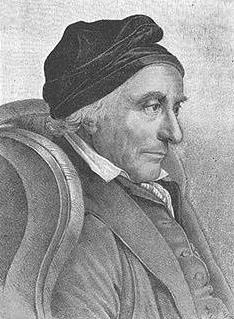
David Friedländer, de los líderes judeoalemanes que promovían la emancipación de los judíos en el Sacro Imperio Romano Germánico.

## Estados alemanes
En 1781, el político e historiador prusiano Christian Wilhelm von Dohm publicó su famoso manifiesto, titulado Über die bürgerliche Emanzipation der Juden (Sobre la emancipación ciudadana de los judíos), en el que se repudia y desmitifica el antisemitismo y se promueve la igualdad de derechos de los judíos. Este manifiesto llegó a ser conocido como La biblia de la emancipación judía.
Sin embargo, muchas de las leyes implementadas por Napoleón en los territorios ocupados por Francia que prohibían la discriminación contra los judíos sufrieron posteriormente reveses, a veces importantes. En muchos de los Estados de la Confederación Germánica se procedió a cambiar la legislación por una menos permisiva, sobre todo tras el Congreso de Viena, donde, a pesar de la presencia de grupos de representación judíos, el delegado de la ciudad libre hanseática de Bremen, Johann Smidt, antisemita declarado, alteró de forma unilateral y no autorizada el texto fundamental, reemplazándolo por «Los practicantes de la fe judía se conservarán los derechos que ya les han sido concedidos por los estados confederados». Con ello se consiguió que en muchos de los territorios germánicos se revirtiera la emancipación napoleónica de sus ciudadanos judíos. El delegado de Prusia Wilhelm von Humboldt y el austríaco Klemens von Metternich consiguieron mantener intacta la emancipación de los judíos en sus respectivos países, pero otros territorios de la Confederación Germánica se vieron muy afectados por el nuevo texto legal.
Sin embargo, durante las revoluciones de 1848, la Asamblea Nacional de Fráncfort eliminó la supeditación de los derechos civiles a las religiones profesadas, y con ello restableció de facto los derechos básicos inherentes a la emancipación judía. Algunos otros territorios confederados se adhirieron a la iniciativa, como la Ciudad libre y hanseática de Hamburgo. Anteriormente, Estados como Prusia (1812), el Reino de Wurtemberg (1828), el Electorado de Hesse (1833) y el Reino de Hannover (1842) ya habían concedido y conservado la igualdad de derechos de sus judíos. Los pocos territorios alemanes que aún se resistían, se vieron obligados a hacerlo, algunos por un decreto de la Confederación Alemana del Norte del 3 de julio de 1869, y otros tras la consolidación del Imperio alemán en 1871.
La emancipación de los judíos alemanes fue abolida por el régimen nazi a partir de 1933, y solo restaurada en Alemania tras el final de la Segunda Guerra Mundial.

## Península ibérica
España y Portugal fueron los últimos países de Europa (salvo Rumanía si no se tiene en cuenta el principado de Valaquia) en conceder formalmente la igualdad de derechos a los judíos (a principios de la segunda década del siglo xx).
En España, el Edicto de Granada que decretó la expulsión de los judíos de las coronas de Castilla y Aragón en 1492 se quedó en vigor hasta el 16 de diciembre de 1968, cuando fue abolido por el franquismo (aunque ya revocado en 1939 por el mismo régimen). Los judíos, sin embargo, empezaron a volver a España ya después de que la Constitución española de 1869 proclamara la libertad de culto. Aunque la norma referente explícitamente a los judíos se publicaría solo en 1910, durante la Restauración borbónica, y se ratificaría por Miguel Primo de Rivera, conocido por su filosefardismo.

## Lista por Estados y año de concesión
A continuación se detallan los años de reconocimiento o concesión de la emancipación a los judíos por Estados y territorios:
1264:  Polonia
1790:  Estados Unidos
1791:  Francia
1796:  República Bátava
1808:  Gran Ducado de Hesse
1808:  Reino de Westfalia
1811:  Gran Ducado de Fráncfort
1812:  Mecklenburg-Schwerin
1812:  Prusia
1813:  Reino de Baviera
1828:  Reino de Wurtemberg
1830:  Bélgica
1830:  Grecia
1832:  Bajo Canadá y Quebec
1833:  Electorado de Hesse
1839:  Reino de los Países Bajos
1839:  Imperio otomano
1842:  Reino de Hannover
1848:  Ducado de Nassau
1849:  Ciudad libre y hanseática de Hamburgo
1849:  Dinamarca
1849:  Hungría (de facto: 1896; incluye la emancipación de los judíos de Eslovaquia)
1856:  Suiza
1858:  Reino Unido
1861:  Italia (con la unificación)
1862:  Baden
1863:  Holstein
1864:  Ciudad Libre de Fráncfort
1865:  México
1867:  Imperio austríaco (incluye regiones que hoy son Estados propios, como Eslovenia)
1867:  Reino de Hungría (antes del Compromiso)
1869:  Confederación Alemana del Norte
1870:  Suecia-Noruega
1871:  Imperio alemán (tras la unificación)
1878:  Bulgaria
1878:  Serbia
1890:  Brasil
1910:  España
1911:  Portugal
1917:  Rusia (de iure, aunque en realidad seguían la persecución y los pogromos)
1923:  Rumanía (aunque en Valaquia ya en 1848)